# 오픈레이어스
오픈레이어스(OpenLayers)는 오픈 소스(에서 제공하는 2-clause BSD 라이선스) 웹 브라우저에서 지도데이터를 표시하기 위한 자바스크립트 라이브러리이다. 구글맵 또는 Bing맵 과 같은 웹 기반의 지리 응용 프로그램에 API를 제공한다.